# Arhitravă

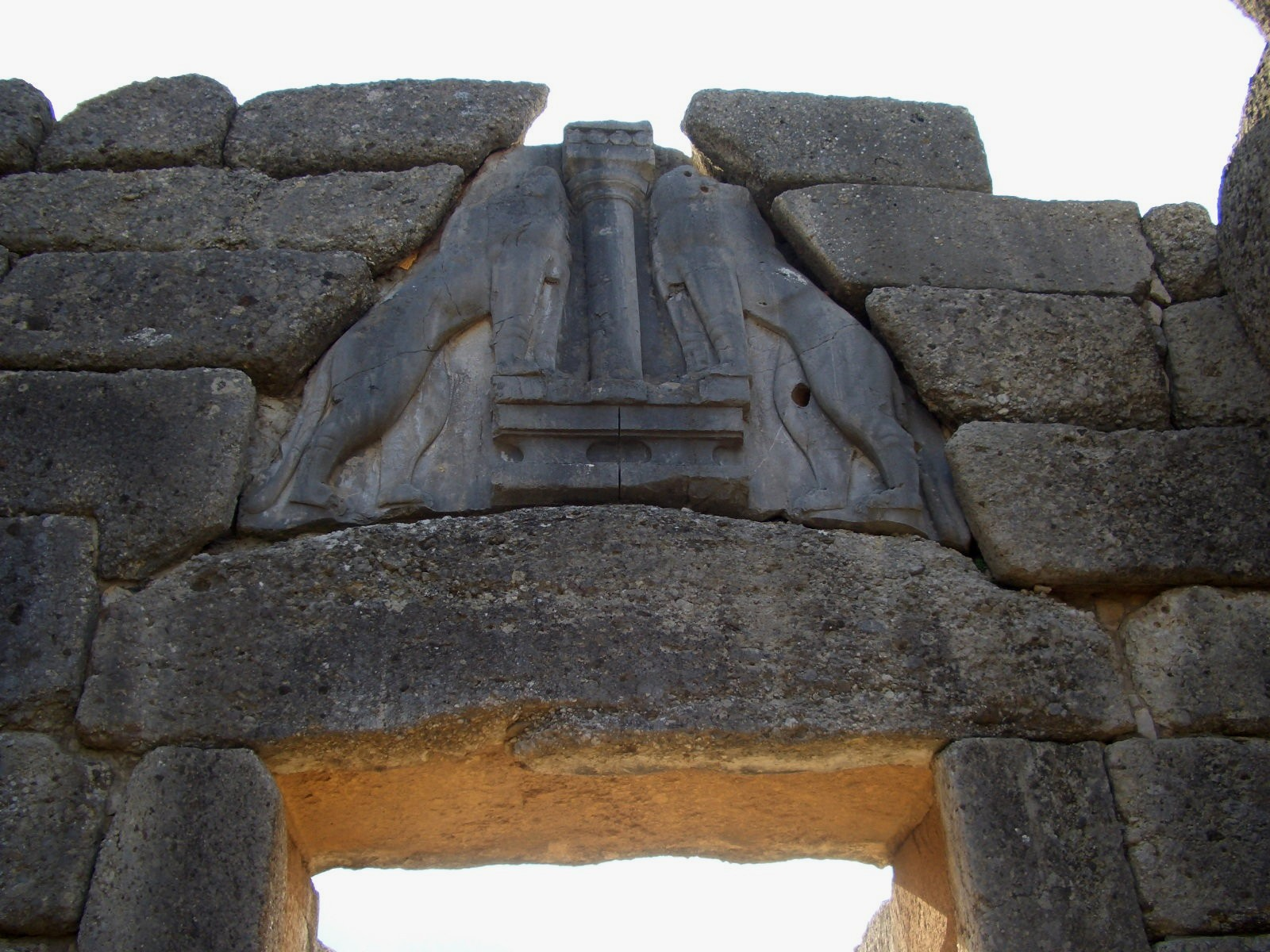
Arhitravă de piatră de la Poarta leilor din Micene

Arhitrava (numită în antichitate și epistil) este un element de construcție (caracteristic arhitecturii clasice) care constituie partea inferioară a antablamentului și care se sprijină pe capitelurile coloanei sau pe zid.
Dimensiunile și decorația arhitravei sunt determinate de ordinul de arhitectură în compoziția căruia este folosită.

## Vezi și
- Dolmen
- Glosar de arhitectură